# Retrofoguetes
Retrofoguetes est un groupe brésilien de rock, originaire de Salvador, Bahia. Il est composé de par Rex (batterie), Julio Moreno (guitare), et Fábio Rocha (basse).
Leurs chansons ont également figuré dans une publicité qui a remporté le Lion de bronze au Festival de Cannes en France.

## Histoire
Le groupe est formé en 2002 après la séparation des Dead Billies, un groupe de psychobilly originaire de Bahia, populaire dans les années 1990. Ils jouent leur premier concert sur la plage pendant l'été 2002. Après un an, Joe est invité à rejoindre le groupe de Pitty, et CH Straatmann prend la relève à la basse. Le premier album du groupe est publié en 2003.
En 2003, le groupe sort son premier album, Ativar Retrofoguetes! sur le label Monstro Discos de Goiás, produit par André T. et Nancy Viégas. L'année suivante, ils surprennent leurs fans avec le projet spécial O Maravilhoso Natal dos Retrofoguetes, dans lequel ils revisitent des classiques de Noël avec une touche de surf et rockabilly. En 2009, ils sortent leur deuxième album, Chachachá, toujours produit par André T. et Nancy Viégas. L'album est choisi par le magazine Rolling Stone Brasil comme l'un des 25 meilleurs albums brésiliens de l'année. Le groupe reçoit également le prix du meilleur arrangement au festival Rádio Educadora da Bahia pour le titre Maldito Mambo! MTV nomme Retrofoguetes pour le prix VMB du meilleur groupe instrumental, tandis que le portail Vírgula/UOL les inclut dans sa liste des 10 meilleurs groupes du nord-est.
Après le carnaval 2013, le bassiste CH Straatmann annonce son départ après 11 ans passés au sein du groupe. Après sept ans sans sortir de nouveau matériel, Retrofoguetes sort Enigmascope - Volume 1 en 2016,,,,. 
En novembre 2022, ils sortent le EP A Nova Onda Hipnótica dos Retrofoguetes su vinyle, une sortie qui comprend trois titres inédits, produits en collaboration avec Tadeu Mascarenhas, et le titre Telemetria, produit par André T.

## Discographie

### Albums
- 2002 : Protótipo de Demonstração 1 (démo)
- 2002 : Ativar Retrofoguetes! (Monstro Discos)
- 2004 : O Maravilhoso Natal dos Retrofoguetes (Monstro Discos)
- 2009 : Chachachá (Indústrias Karzov)
- 2016 :  Enigmascope — Volume 1 (Industrias Karzov)

### Compilations
- 2002 : SurfRock (Deckdisc)
- 2002 : Ainda Somos Inúteis, Um Tributo ao Ultraje (Monstro Discos)
- 2002 : Reverb Brazil, Uma Coleção de Bandas de Surfe (Obra Discos/Alvo/Reverb Brasil)
- 2004 : Monstro Hits (Monstro Discos)
- 2005-2009 : Abril Pro Rock (Abril Pro Rock)
- 2007 : Trilhas Urbanas Vol.1, Antologia Musical da Cidade de Salvador (Fundação Gregório de Mattos)
- 2007 : Brazilian Surf A-Go-Go, The Attack Of The Tiki Waves Vol.1 (Groovie Records, Portugal)

## Distinctions notables
- Lion de bronze - Cannes, France, 2008[9]
- Ours d'argent - Cannes, France, 2008 - bande-annonce du film War – Smoke Kills More[9]

## Retrofolia
Jusqu'en 2017, Retrofoguetes avait un projet parallèle appelé Retrofolia, dans lequel ils interprétaient des classiques du carnaval tels que le frevo électrique et les marchinhas. 